# Louka (okres Hodonín)
Louka (slováckým nářečím Lúka, německy Wiesen) je obec v okrese Hodonín v Jihomoravském kraji, v horňácké oblasti Slovácka na říčce Velička, 9 km jihovýchodně od Veselí nad Moravou. Žije zde 942 obyvatel.

## Základní charakteristika
Obec Louka leží na úpatí Bílých Karpat na říčce Veličce a je součástí etnografického subregionu Horňácko, jenž zahrnuje celkem devět obcí. Centrem mikroregionu je Velká nad Veličkou, dále sem patří obce Malá Vrbka, Hrubá Vrbka, Kuželov, Javorník, Nová Lhota včetně Vápenek, Suchov, Lipov a řada samot zvaných Mlýny, roztroušených podél Veličky mezi Javorníkem a Vápenkami. Katastrální území obce sousedí na východě s k. ú. obcí Velká nad Veličkou a Blatnička, na severu s k.ú. Blatnice a na jižní a západní straně s k.ú. Lipov.

## Historie a současnost

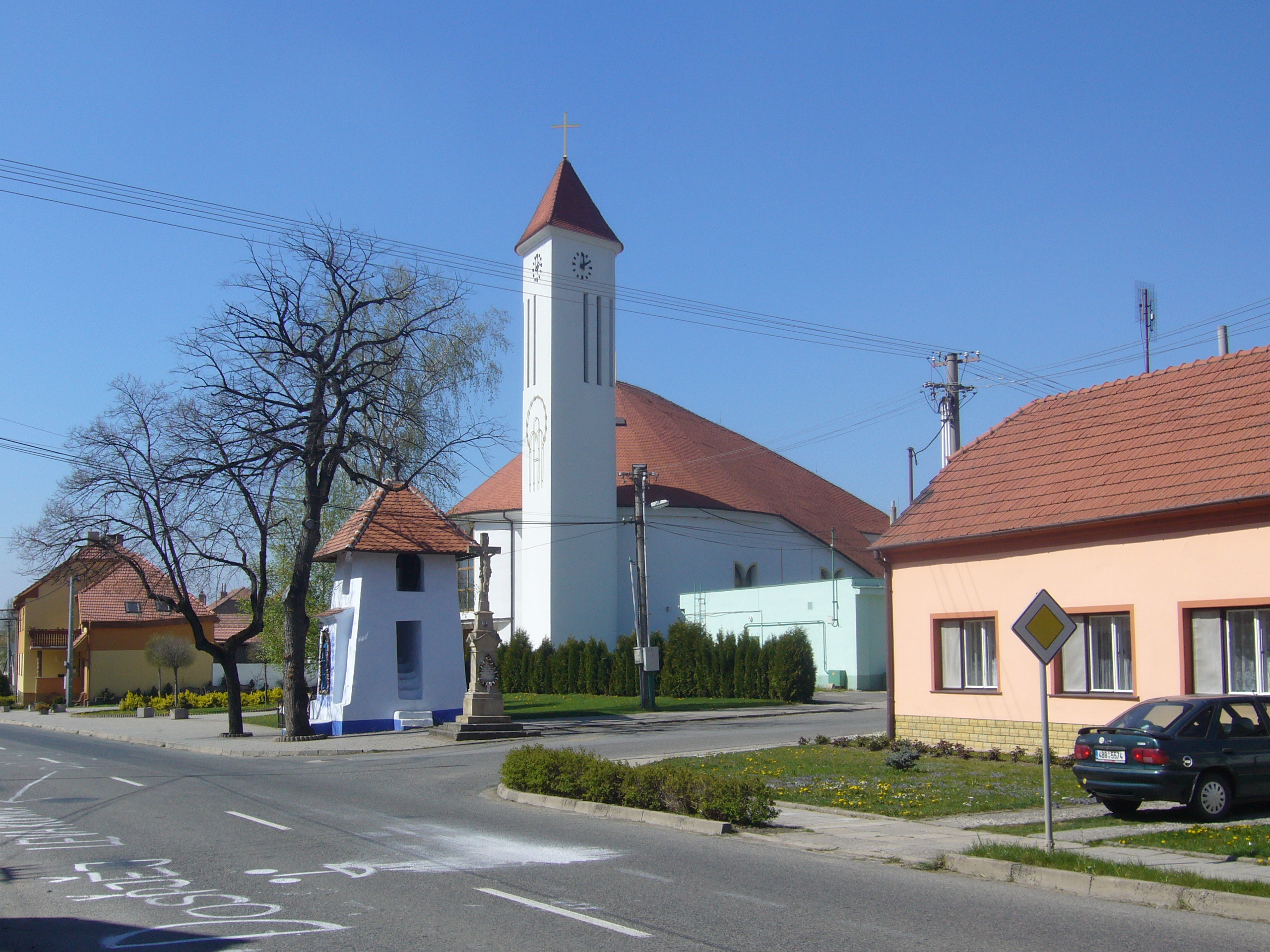
Kostel a kaplička

Podle archeologických nálezů bylo území podél vodního toku řeky Veličky osídleno již v pravěkých dobách. Jsou zde nálezy z období neolitu (poloviny 5. tis. př. n. l.). V severní části k. ú. Louky, v části zvané Vyšenkové byl nalezen v kostrovém hrobě kamenný sekeromlat a šňůrová keramika, poblíž Lipova pak pohřebiště z období halštatské kultury. V místní části Úlehle byla nalezena část náhrdelníků z období římské civilizace.
Další kolonizace území kolem řeky Veličky nastala v 9. století slovanským obyvatelstvem, o čemž svědčí slovanské kostrové pohřebiště, které bylo objeveno při stavbě železniční tratě u Lipova. Zřejmě v této době také došlo k počátkům trvalého osídlení v oblasti dnešní obce Louka, o níž první písemná zmínka pochází z roku 1046. Z této době se kroniky zmiňují o obci Luce, Lokos nebo Lauce.
Těmito místy také v historii vedly obchodní cesty, spojující Čechy s Uhrami. Z utváření reliéfu se předpokládá, že obec vznikla jako strážný bod, kde se vybíralo mýtné.
Celá oblast včetně obce značně utrpěla během opětovných vpádů Uhrů, kteří bojovali o území Lucké provincie, která nebyla přičleněna k žádnému státnímu celku. O toto území se vedly spory a boje mezi českými knížaty a uherskými králi. Definitivně byla oblast k Českému království připojena až po kumánských válkách, tedy po roce 1273.
Obec a většina území pak patřila pod střídavou vládu různých feudálních vládců a při česko-uherských válkách koncem 15. století bylo území zcela zpustošeno a téměř vylidněno. Následně byla obec i s okolím připojena k ostrožskému panství a od 16. století začal růst počet obyvatel, rozvíjela se řemesla a začala se pěstovat vinná réva, která už v 17. století pokrývala větší část obhospodařované půdy.
V 17. století za válek bylo území opět zpustošeno a poté následovaly vpády uherských vojsk. V této době docházelo k četným požárům a násilí. Situace se začala opět stabilizovat až s počátkem a v polovině 18. století, kdy došlo k nárůstu počtu obyvatelstva i obcí a usedlostí.

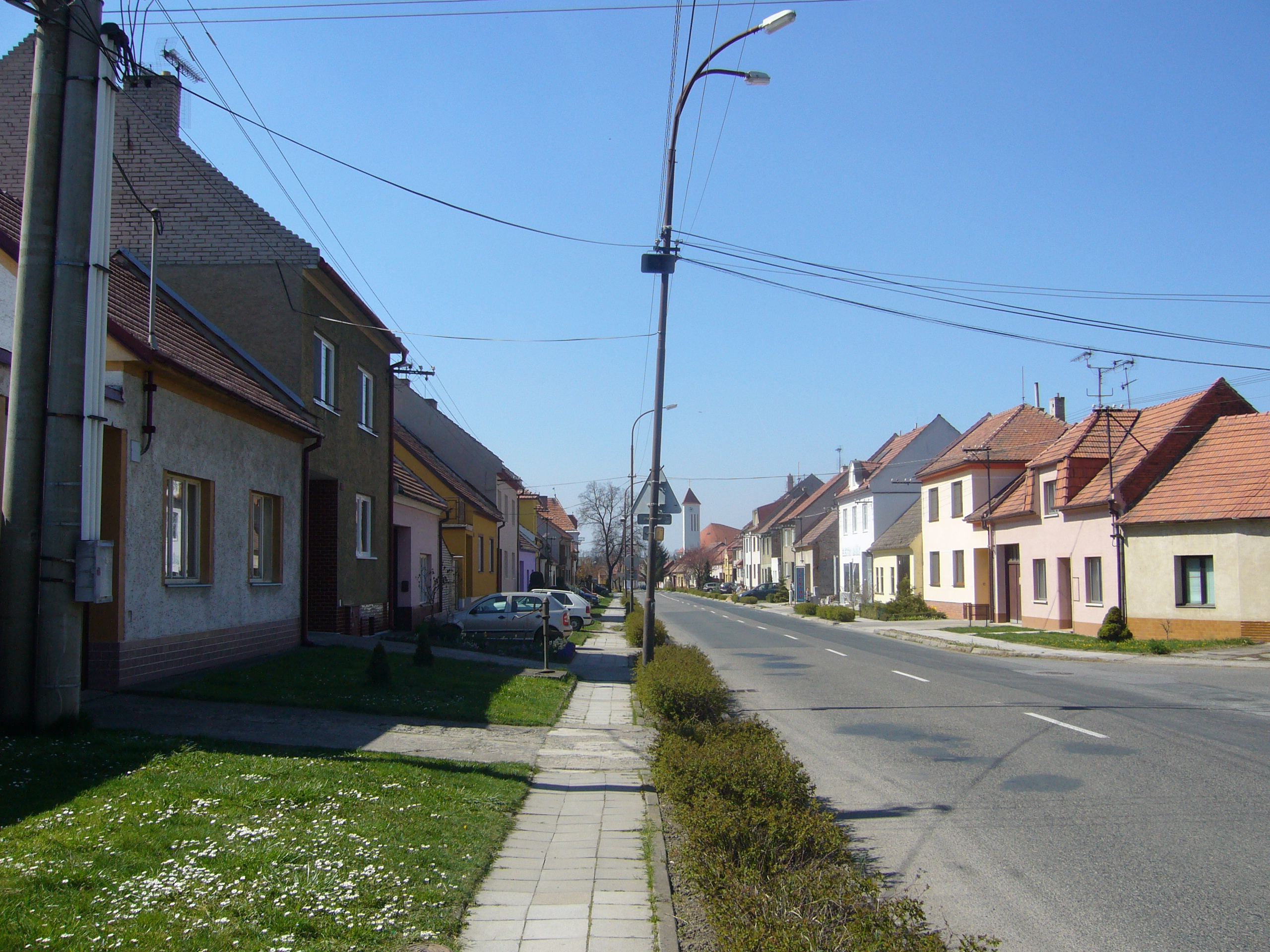
Hlavní ulice v obci při pohledu ke kostelu, ze směru od Velké nad Veličkou

V Louce se rekatolizační proces Lichtenštejnům dařil prosazovat mnohem rychleji než v ostatních obcí Horňácka, které náležely Magnisům, takže jezuita Vavřinec Krebel mohl ve své zprávě z roku 1712 uvést, že na panství ostrožském, jmenovitě v Louce jsou pouze 3 nekatolíci, ale ve Velké nad Veličkou je jich 150, v Javorníku 73 a v Hrubé Vrbce 102 apod. Během let nekatolíků dále ubývalo.
Za první světové války obec značně trpěla hlavně odvody mladých mužů v produktivním věku do války a také přechodem na válečné hospodářství. Po vzniku Československa v roce 1918 však pro obec začaly lepší časy.
Vývoj byl opět přerušen válkou. Druhá světová válka přinesla ztráty materiální i lidské. Po jejím ukončení nastalo období znárodňování a kolektivizace zemědělství, které se v tradičně zemědělské obci s velkým počtem rolníků nesetkalo s dobrým ohlasem. JZD muselo být v obci zakládáno dokonce na třikrát a rolníky se do něj podařilo získat až nátlakem.
Po roce 1989 se v obci zvýšila nezaměstnanost. Negativně se projevily i nejrůznější reformy a úsporné balíčky. V polovině 90. let se však situace začala zlepšovat. V obci byl postaven nový kostel, zvyšoval se počet služeb a drobných řemeslníků. Tento trend pokračuje i nadále.

## Pamětihodnosti, významné stavby a zajímavosti

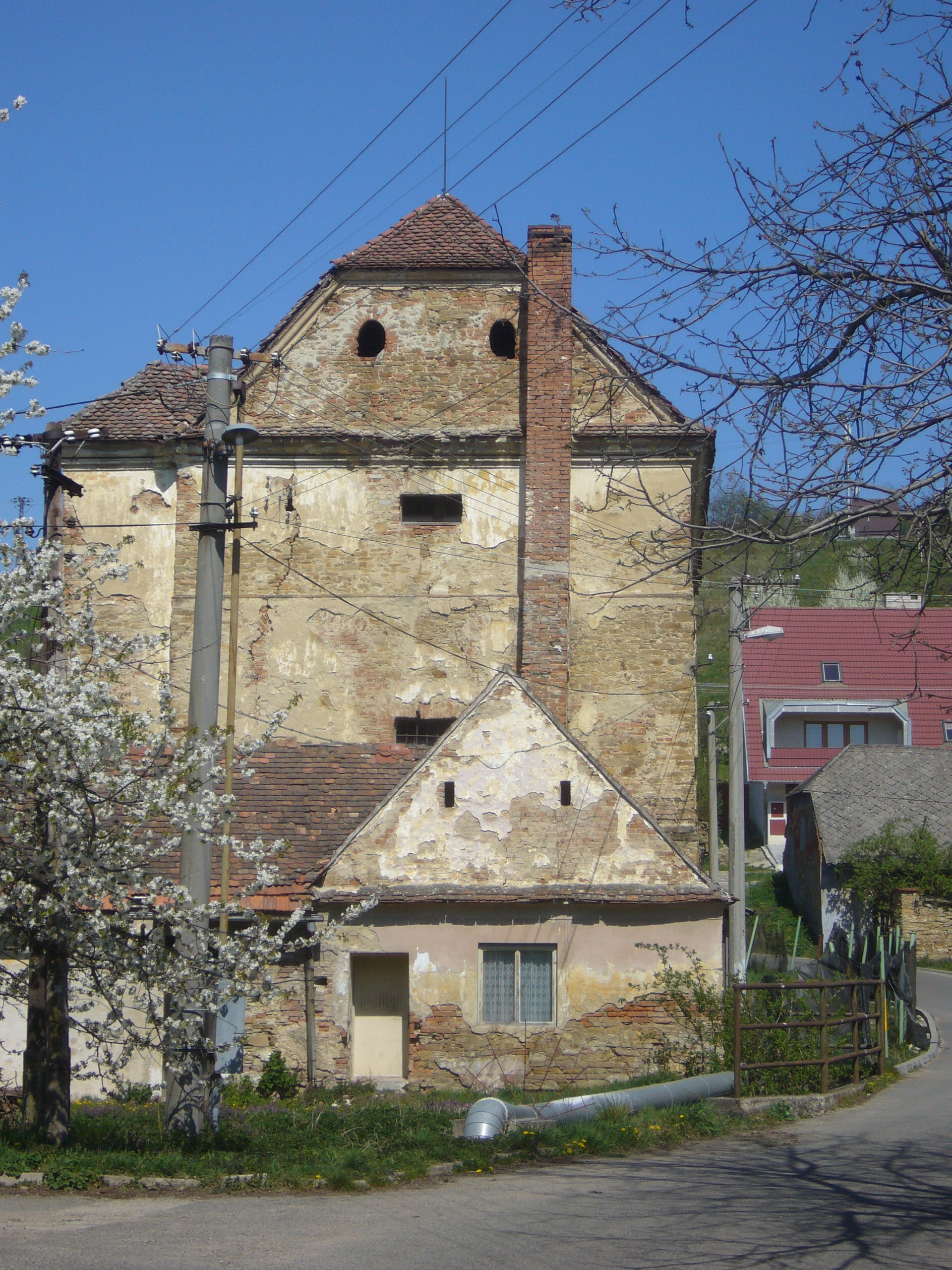
Hlavní průčelí tvrze, která je v současné době ve velmi špatném stavu

### Bývalá tvrz, dnes sýpka
Památkově chráněný historický objekt, který stojí v centru obce, nedaleko kapličky a nového kostela. Původně měla na místě dnešní stavby stát tvrz, která měla ochraňovat obchodní cestu z Čech do Uher, nicméně její existence není doložena. První doložená informace o této stavbě pochází z roku 1478. Následně byla tvrz přestavěna na renesanční zámek a ten byl roku 1625 prodán Gundakaru z Lichtenštejna. V dalších staletích byl ovšem využíván jako hospodářská budova a nakonec jako sýpka. Následně skončila v majetku rodiny Čechů, kteří ji vlastnili až do roku 1948, kdy jim byla stavba odebrána.
Objekt byl 40 let využíván jako hospodářská budova, ke které příslušely výkrmny prasat, které byly situovány v původních hospodářských budovách. Po celou tuto dobu nebylo do budov a objektů prakticky nijak investováno. Po roce 1989 byl objekt vrácen původním majitelům. Stavba je však po 40 letech zanedbávání ve velmi špatném stavu. Omítka z velké části zdegradovala, ze střechy odpadávají tašky, do objektu zatéká, navíc byl poškozen v roce 1997 povodněmi, když se hladina spodní vody dostala až do suterénu stavby. Rekonstrukce stavby je vzhledem k velké finanční náročnosti v současné době nereálná.

### Kaplička se zvonicí

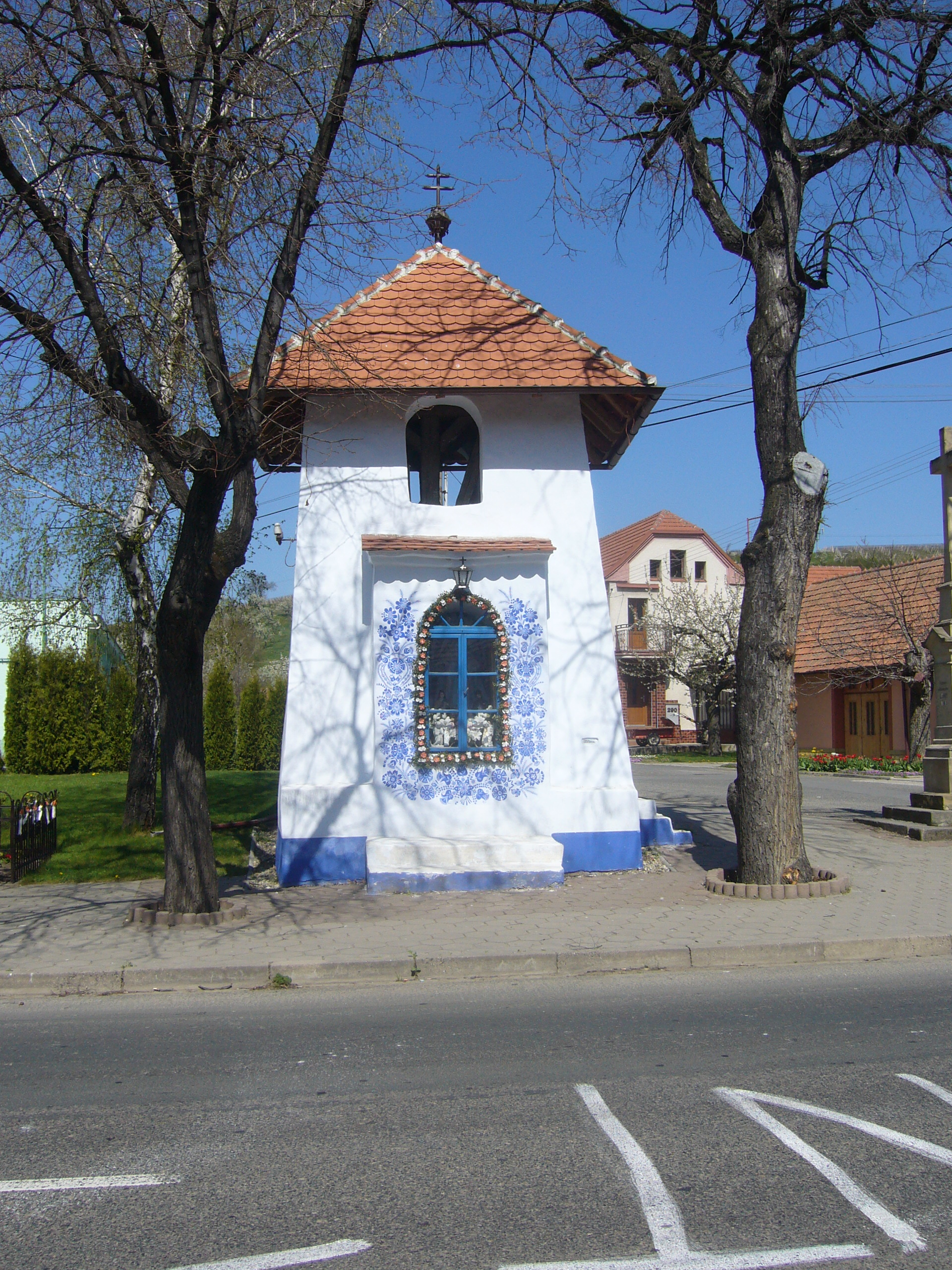
Kaplička, jež se nachází uprostřed obce hned vedle nového kostela

Památkově chráněná kaplička se zvonicí ve stylu lidového baroka z 18. století zdobená slováckým ornamentem leží uprostřed obce, u hlavní silnice. U kapličky není přesné datum její výstavby doposud známo. Je pravděpodobné, že byla vystavěna na počátku 18. století. Měla napomoci při rekatolizaci místních obyvatel, kteří se většinou hlásili k protestantismu. Zvon na kapličce pocházel z roku 1715. Za první světové války měl být odvezen a přetaven na munici. V té době se ho ale ještě podařilo zachránit tak, že starosta obce Martin Frola obměkčil komisi tehdy nedostatkovými věcmi, jakými bylo například máslo, nebo mouka. Tento přístup ovšem nefungoval za druhé světové války, kdy byl zvon odvezen a tentokrát zřejmě opravdu přetaven.

### Další historicky významné stavby

#### Budova školy
V centru obce při hlavní silnice se nalézá také budova základní školy, postavená v roce 1891. Je to dvoupatrová budova, ve které se stále nachází první až pátá třída základní školy.

#### Památník obětem první světové války

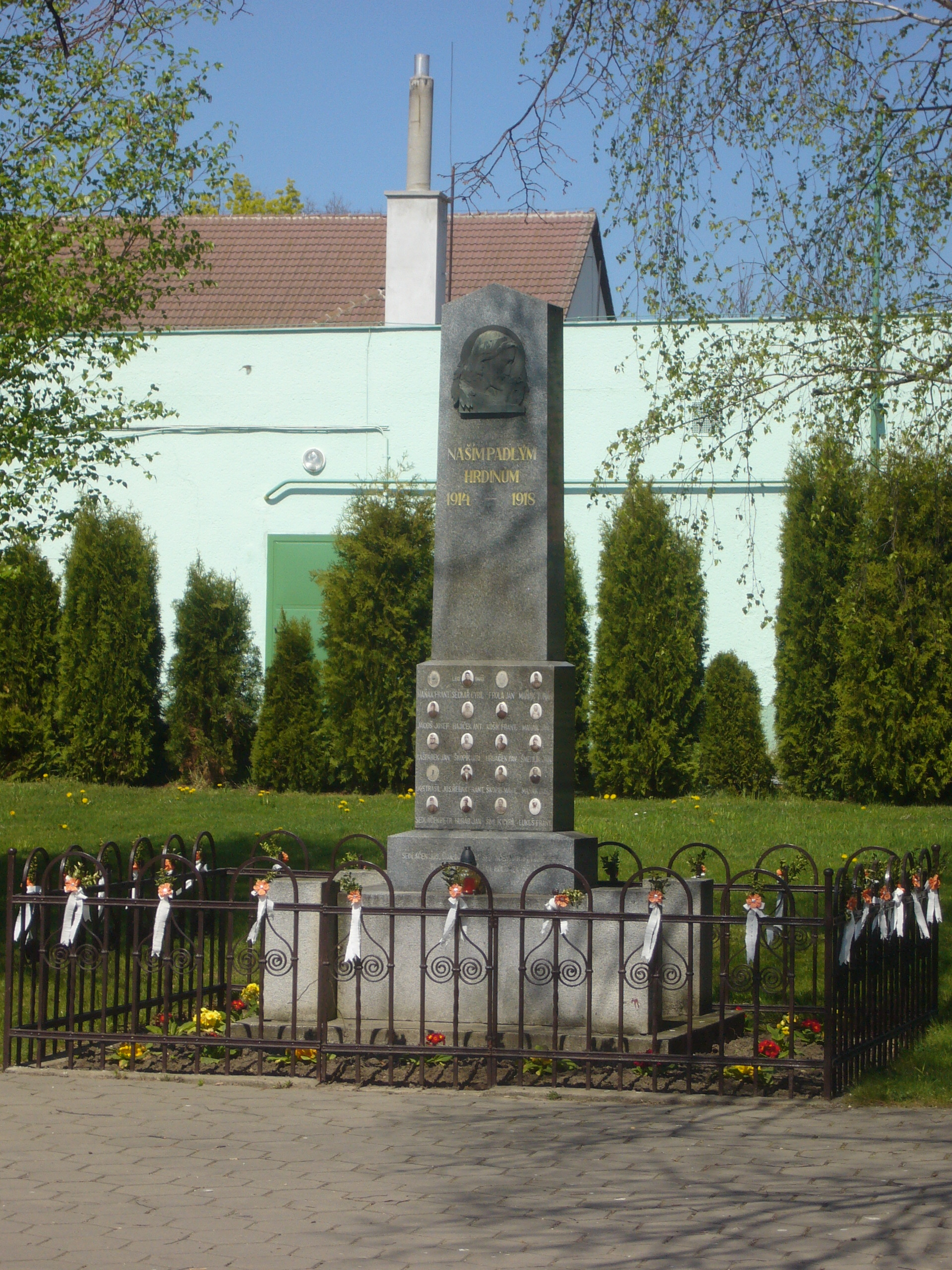
Památník obětem první světové války

Drobný pomník, který je situován vedle kapličky. Pomník, na němž se nalézají fotografie a jména 22 obětí první světové války, které z obce pocházely, byl postaven v roce 1933 za velké hospodářské krize k 15. výročí konce války.

### Novodobé zajímavosti

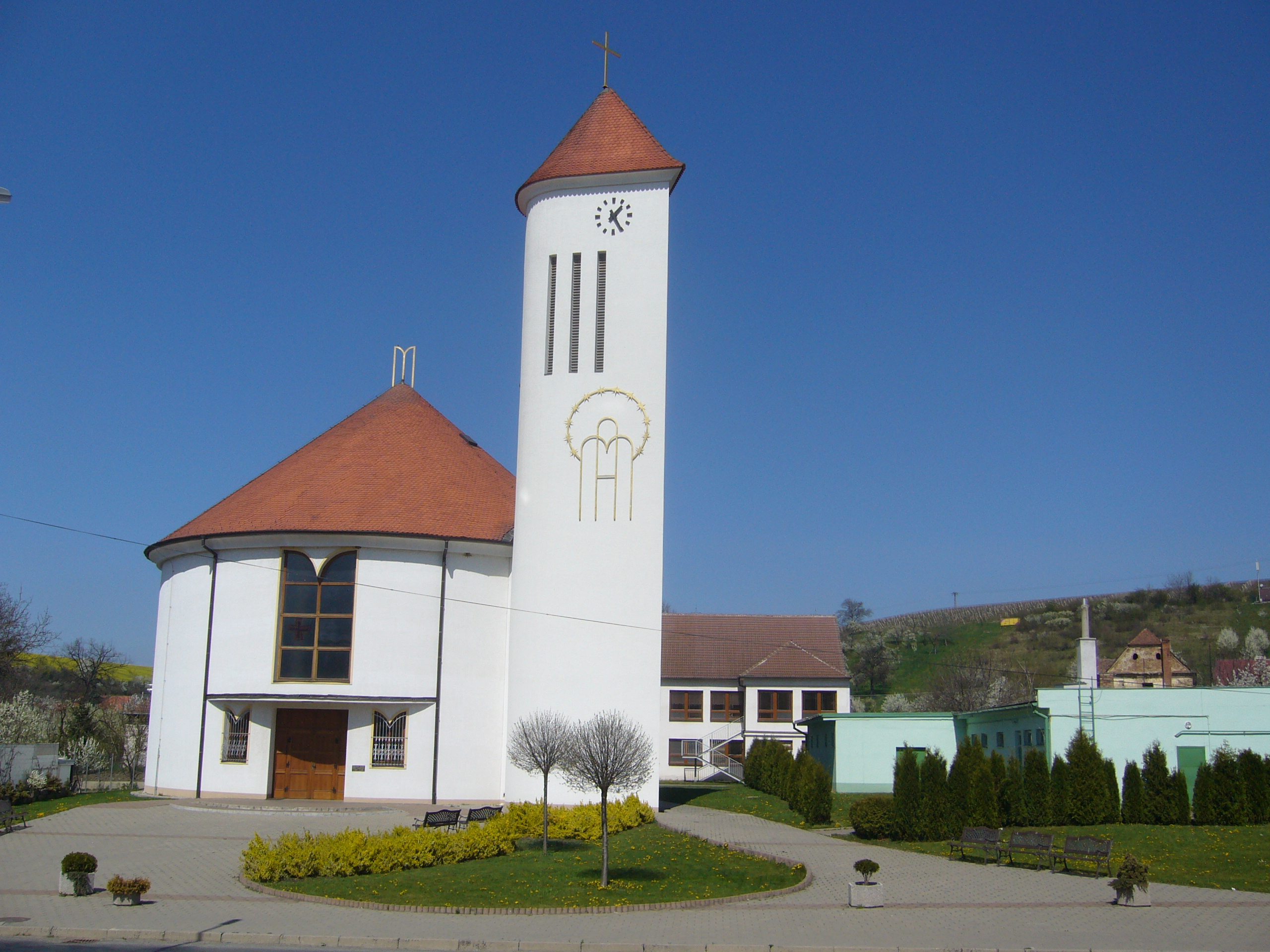
Kostel Panny Marie Růžencové stojící před obecním úřadem

#### Kostel Panny Marie Růžencové
Kostel Panny Marie Růžencové v Louce je novostavba z roku 1999. Má půdorys tvaru lilie, ke kterému je přistavěna věž s mohutnou zvonicí. Věž má půdorysný tvar slzy – kapky rosy. Prostor lodi kostela je zaklenut železobetonovou skořepinou s roznášecími klenebními rámy, které jsou neseny železobetonovými sloupy a nosnými zdmi kostela. Zastřešení kostela je realizováno kuželovou protáhlou plochou. V blízkosti kostela je pozoruhodná středověká kaplička.

#### Varhany v kostele
Dvoumanuálové varhany s pedálem v kostele Panny Marie Růžencové v obci navrhla a postavila varhanářská dílna Robert Ponča Varhany z Krnova. Stavba nástroje trvala 9 měsíců – od ledna do října 2003. Nástroj je z části postaven na ocelové balkonové konstrukci a navíc zavěšen na nosném sloupu zaklenutí kostela. Moderní dubová varhanní skříň je v prospektu rozvržena do šesti věží, které jsou jak výškově, tak prostorově členěny. Varhany mají 20 rejstříků. Traktura varhan je čistě elektrická, vzdušnice jsou zásuvkové. Píšťalové stroje jsou děleny do dvou manuálů a pedálu. Varhany mají celkově okolo 1600 píšťal (i díky složitým smíšeným hlasům), vzduchem je zásobují 3 měchy a ventilátor. Hrací stůl je umístěn na pojízdném pódiu, varhaník si tak může zvolit místo na kůru, odkud nástroj bude ovládat. Skříň stolu je stejně jako skříň varhan v přírodní barvě dubu, pedál je rovnoběžný, Paměťové kombinace jsou zapínány tlačítky pod prvním manuálem nebo pistony nad prahem pedálu. Z prostorových i výtvarných důvodů nestojí varhany celé na ploše kůru, jak je obvyklé, ale jsou zčásti zavěšeny před kůrem a vysunuty do prostoru kostela. Toto řešení působí dojmem nebývalé lehkosti a výborně zapadá do architektonického řešení vnitřku kostela. Hlavní varhanní skříň ukrývá hlavní a žaluziový stroj, vzadu u obvodové zdi kůru je pak umístěna samostatná dubová pedálová skříň, která není z běžného pohledu viditelná. Svou dispozicí nástroj vyhovuje jak potřebám liturgie, tak i koncertnímu využití.

#### Viadukt
Železniční viadukt, který se nalézá na železniční trati Veselí nad Moravou – Nové Mesto nad Váhom. Viadukt překračuje silnici III. třídy a údolí řeky Veličky mezi zastávkou Louka u Ostrohu a Lipov. Postaven byl ve 20. letech 20. století. Konstrukce mostu je ocelová, příhradová, položená je na kamenných opěrách. Délka viaduktu je cca 209 metrů, jeho výška 20 metrů. Celá konstrukce byla zničena koncem druhé světové války. Ustupující německá armáda viadukt, jako strategické dílo infrastruktury, zničila a celá konstrukce musela být po válce opravena. Tato oprava se dokonce dostala do prvního pětiletého plánu.

### Přírodní zajímavosti

#### Háj u Louky
V roce 1992 okresní úřad vyhlásil jižně od obce přírodní rezervaci Háj u Louky z důvodu ochrany jednoho z nejcennějších listnatých lesů v Bílých Karpatech.

## Doprava a dostupnost

### Železniční doprava

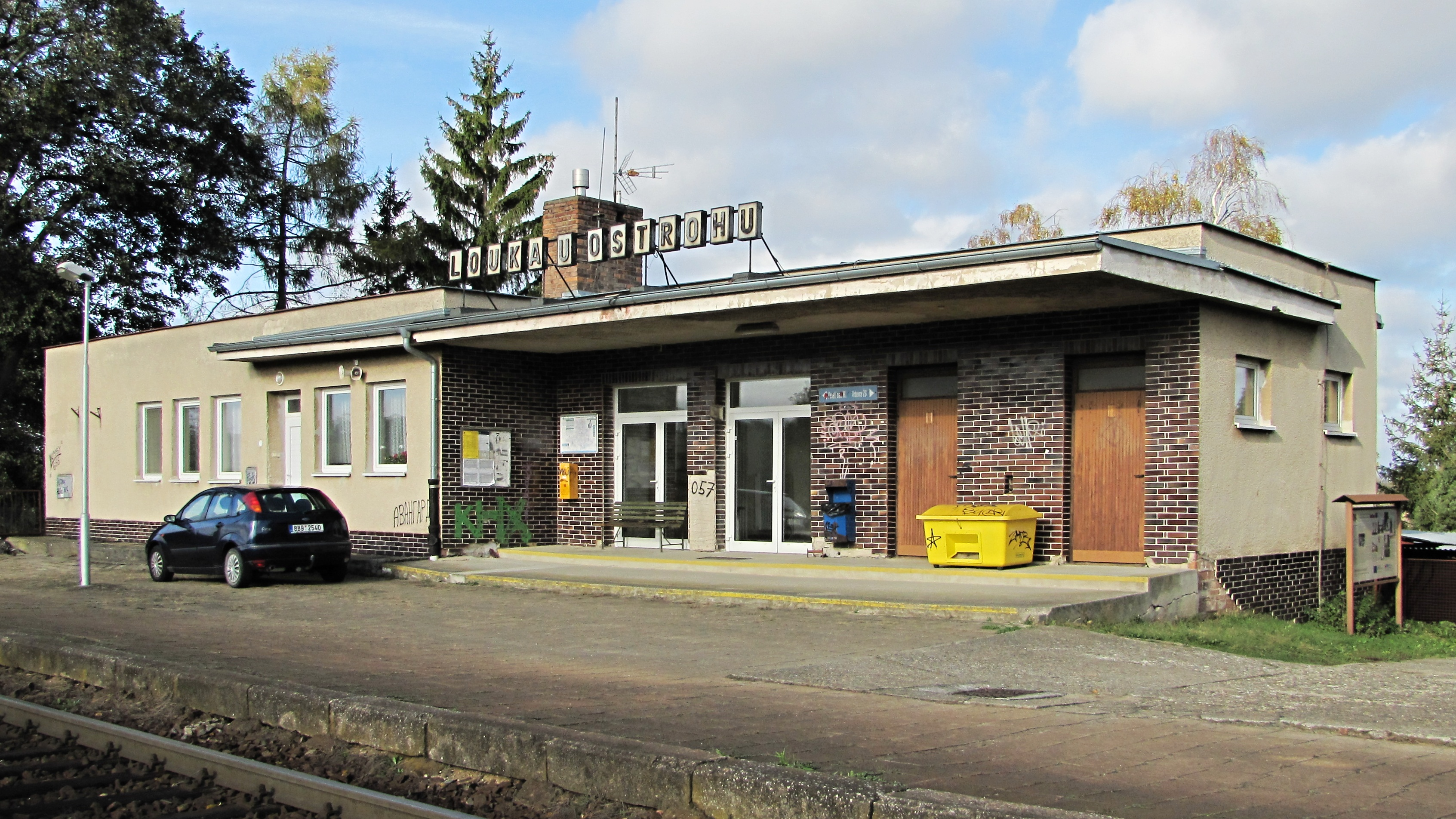
Železniční stanice Louka u Ostrohu

Obec Louka leží na jednokolejné železniční trati Veselí nad Moravou - Nové Mesto nad Váhom, která byla vybudována ve 20. letech 20. století pro posílení spojení mezi Moravou a Slovenskem. Nyní (2013) je uváděna v jízdním řádu pod číslem 343 Hodonín – Veselí nad Moravou – Vrbovce ŽSR. Význam této spojnice vzrostl hlavně v 70. a 80. letech 20. století, kdy se jednalo o jednu z nejdůležitějších tratí, vedoucích na Slovensko. V té době byla velmi intenzivně využívaná hlavně nákladní dopravou, ale jezdily zde i dva páry rychlíků. Díky tomu byla v letech 1989 až 1991 zmodernizovaná. Po rozdělení Československa však její význam klesl a stala se regionální tratí.
Železniční zastávka nese název Louka u Ostrohu, aby se v jízdním řádu odlišilo, o kterou Louku se jedná. Přívlastek „u Ostrohu“ byl v názvu zastávky zvolen proto, že obec dříve patřila k ostrožskému panství a nemá souvislost s tím, že by se obec nacházela blízko Uherského Ostrohu. Rovněž název katastrálního území je Louka u Ostrohu.

### Silniční doprava
Obcí Louka prochází silnice I/71 z Uherského Ostrohu přes Velkou nad Veličkou ke státním hranicím se Slovenskem, která byla do poloviny 90. let 20. století vedena jako silnice II/499. Do této silnice zaúsťuje na okraji zástavby silnice III/4992 (Strážnice – Louka) a uprostřed obce silnice III/49910 (Blatnička – Louka).